# چم‌زرشک‌اسپری
چم‌زرشک‌اسپری، روستایی از توابع بخش مرکزی شهرستان ثلاث باباجانی در استان کرمانشاه ایران است.

## جمعیت
این روستا در دهستان دشت حر قرار دارد و براساس سرشماری مرکز آمار ایران در سال ۱۳۸۵، جمعیت آن ۴۷۰ نفر (۱۰۴خانوار) بوده‌است.